# Кочетков, Александр Петрович
Алекса́ндр Петро́вич Кочетко́в (28 октября 1933, Москва — 1 июля 2015, Москва) — советский футболист, выступавший на позиции нападающего, и футбольный тренер. Заслуженный тренер РСФСР и Узбекской ССР.

## Карьера игрока
Воспитанник футбольной школы московского «Спартака». На уровне команд мастеров выступал в 1957—1960 годах за хабаровский «СКА», провёл около 100 матчей. В 1961 году перешёл во владивостокский «Луч» в качестве играющего тренера.

## Карьера тренера
В течение 1960-х годов входил в тренерский штаб «Луча» из Владивостока, несколько раз занимал пост главного (старшего) тренера. В 1963 году в первый раз был назначен старшим тренером команды и завершил карьеру игрока. В 1965 году привёл команду к победе в зональном турнире класса «Б» и вывел её во вторую группу класса «А» (первую лигу).
В 1970 году покинул Владивосток, в последующие годы работал тренером команд «Химик» (Дзержинск), «Амур» (Благовещенск), «Алга» (Бишкек). Под его руководством «Амур» в 1972 году стал победителем Седьмой (восточной) зоны второй лиги, в финале среди победителей зон команда заняла четвёртое место.
В 1977 году возглавил ташкентский «Пахтакор», тренировал его в течение двух сезонов. В 1977 году привёл команду к победе в первой лиге и вернул её в высшую, но в следующем сезоне «Пахтакор» выступал неудачно, и Кочетков был заменён на Олега Базилевича.
После ухода из «Пахтакора» возглавлял школу московского «Спартака» (1977—1981), затем тренировал Спартак" Орджоникидзе. В 1983 году стал тренером «Кубани», которая незадолго до того вылетела из высшей лиги, занимал с командой места в верхней половине таблицы, но не смог вернуть её в элиту.
Последним клубом в тренерской карьере Кочеткова стал саратовский «Сокол», он возглавлял этот клуб в течение полутора лет (1989—1990) и привёл команду ко второму месту в зональном турнире второй лиги 1989 года.
Умер 1 июля 2015 года в Москве на 82-м году жизни. В последние годы жизни тяжело болел.

## Достижения
как тренер:
- Победитель зонального турнира класса «Б» (1965, «Луч» Владивосток)
- Победитель зоны «Восток» второй лиги (1972, «Амур» Благовещенск)
- Победитель Первой лиги (1977, «Пахтакор» Ташкент)